# 选区 (行政单位)
坊是地方政府管辖的区域，通常用于选举目的。在一些国家，选区通常以街区、大道、堂区、地标、地理特征以及在某些情况下与该地区有关的历史人物命名（例如英國倫敦市的萊姆街）。在美国，对选区进行简单编号很常见。